# Краснокрылый тонкоклювый попугай
Краснокрылый тонкоклювый попугай (лат. Brotogeris chrysoptera) — птица семейства попугаевых.

## Внешний вид
Длина тела 20 см, самка значительно меньше. Окраска зелёная со светло-синим оттенком на голове. Внутренняя сторона крыльев оранжево-огненная, сгиб крыла тёмно-синий. Клюв светлый. По окраске самец и самка не отличаются друг от друга.

## Распространение
Обитают от Эквадора до Перу.

## Образ жизни
Населяют субтропические и тропические влажные леса.

## Содержание
Впервые в Европу эти попугаи попали в 1862 году, позднее их стали завозить в Россию. Он не такой крикливый, как остальные представители рода и наиболее способный к звукоподражанию. С птенцового возраста их можно научить произносить отдельные слова. Даже взрослые попугаи без обучения могут хорошо заучивать и говорить слова. Они могут подражать различным звукам, издаваемым животными, а также свистеть и имитировать шум водопада.

## Классификация
Вид включает в себя 5 подвидов.
- Brotogeris chrysoptera chrysoptera (Linnaeus, 1766)
- Brotogeris chrysoptera chrysosema P. L. Sclater, 1864
- Brotogeris chrysoptera solimoensis Gyldenstolpe, 1941
- Brotogeris chrysoptera tenuifrons Friedmann, 1945
- Brotogeris chrysoptera tuipara (Gmelin, 1788)